# Bernadeta
Bernadeta, Bernadetta – imię żeńskie, polski odpowiednik francuskiego imienia Bernadette, które jest zdrobnieniem imienia Bernadet utworzonego od imienia Bernard.
Zdrobnienia: Bernadka, Bernatka, Bernadzia, Bernadetka, Becia, Benia, Berni.
W styczniu 2025 r. w rejestrze PESEL, wśród publicznie dostępnych danych dotyczących osób żyjących, wykazano: 22575 kobiet o imieniu Bernadeta, 6582 kobiety o imieniu Bernadetta i 22 kobiety o imieniu Bernadett nadanym jako imię pierwsze. Dla porównania, najczęściej nadane jako imię pierwsze – Anna, nosi 1 068 330 osób
Bernadeta imieniny obchodzi 11 lutego, 16 kwietnia, 15 czerwca, 20 sierpnia, 14 września i 14 października.

## Kobiety o imieniu Bernadeta/Bernadetta
- Bernadeta Bocek-Piotrowska – polska biegaczka narciarska,
- Bernadeta Krynicka – posłanka na Sejm RP,
- Bernadetta Machała-Krzemińska – polska aktorka filmowa,
- Bernadeta Soubirous – św. Bernadeta z Lourdes.